# 壮剧
壮剧是壮族的民族剧种，主要分布于广西壮族自治区和云南。壮剧戏班人数由二十多至五十多人不等，包括生、旦、花面及小丑等行当，使用月琴等乐器。演出时有扫台、开台、闭台的习惯。唱白多用壮语，偶尔也用汉语。传统剧目多取材民间故事，后来也从汉族戏剧中借鉴了一些内容。

## 广西壮剧
广西壮剧流行于广西壮族自治区，在清同治、光绪年间已有演出，有以田林、隆林为中心的北路和以德保为中心的南路之分，另有一种特殊的类别——师公戏。
- 北路系在说唱艺术“板凳戏”基础上发展而成，风格接近民间小戏，主要唱腔有正调、过场调等。
- 南路系由“双簧戏”发展而成，主要唱腔有马隘调等，后来吸收了流行在靖西市一带的木偶戏唱腔。

## 云南壮剧
云南壮剧流传于云南文山壮族苗族自治州的富宁一带。